# Черняхівка (Васильківський район)
Черняхівка (у 1870-і Чернихівка, на поч. 20 ст. Великі Черниші)  — колишнє село в Україні, у Гребінківському районі (по кінець 1963 рік, у Васильківському районі з січня 1964 року) Київської області. Підпорядковувалось Саливінківській сільській раді. Розташовувалося за 4 км на схід від Саливінок.
Вперше зафіксоване на карті 1877 року як хутір Чернихівка. 1900 року, за даними «Списку населених пунктів» Київської губернії, на фермі Великі Черниші при с. Гребінках було 3 двори, мешкало 36 осіб. Земля ферми належала поміщиці Марії Браницькій.
З 1920-х років вживалася остаточна назва — Черняхівка. З 1973 року у селі ніхто не проживав.
7 липня 1992 року Київська обласна рада зняла село з обліку. Територія колишнього села розорана. Невелика частина заселеної території, а саме частина Великого Хутора лишилася частково заселеною і донині. В народі носить спрощену назву Черниші, документально є підпорядкованою частиною смт Гребінки. 